# Autostrada A106 (Franța)
Autostrada A106, sau A106, este o autostradă franceză, o scurtă ramificație a autostrăzilor A6a și A6b, care leagă Parisul de Aeroportul Paris–Orly și de DN7.
Având o lungime de aproximativ 5,5 kilometri, aceasta nu este concesionată și este gestionată de DIR Île-de-France.
Deși intersectează autostrada A86, A106 nu dispune de un nod rutier care să facă legătura cu aceasta.

## Istoric
- 19.12.1952: Declararea utilității publice[n 1] pentru ansamblul autostrăzii (A6a/A6b - DN7)[1].
- 12.04.1960: Finalizarea ansamblului autostrăzii (A6a/A6b - DN7).
- 18.07.2011: Amenajarea nodului rutier Rungis-Ville (ieșirea 5, partea vestică); închiderea bretelei de intrare spre Orly pentru a permite trecerea liniei T7.
- 17.04.2013: Realizarea sfertului de nod rutier Paul Hochart (A6b).
- 27.07.2015: Amenajarea sfertului de nod rutier Rungis-Ville (ieșirea 4).

## Traseu
| De la A6 la DN7; secțiune gratuită, neconcesionată, gestionată de DIR Île-de-France. | |                |
| A6a A6b E05 E15                                                                      | |                |
| Intersecție                                                                          | Nod rutier între A6a, A6b și A106: Paris; Villejuif, Arcueil. | A6a A6b        |
| A106                                                                                 | |                |
| Paul Hochart                                                                         | Bretea de acces doar în direcția Paris (nod rutier parțial). |                |
|                                                                                      | Zonă de servicii: Rungis-Delta (sens Paris-Orly). |                |
| 5 - Rungis-Ville                                                                     | Orașe deservite: L'Haÿ-les-Roses, Rungis-Ville, Rungis-Silic (nod rutier parțial). |                |
| 4 - Rungis-Parc d'Affaires                                                           | Orașe deservite: Rungis-Ville, Rungis-Parc d'Affaires (nod rutier parțial). |                |
| Intersecție                                                                          | Nod rutier între RN7, RD7 și A106: Évry, Paray-Vieille-Poste, Athis-Mons, Aeroportul Paris–Orly-Orlyparc, Aeroportul Paris–Orly-Maison de l'Environnement; A6 (Lyon), A86 (Versailles, Créteil), Rungis. | RN7 RD7 A6 A86 |
| 5 - Orly-Ville                                                                       | Orașe deservite: Orly-Ville, Orly-Zone des Petites Industries, Z.I. Nord, Orlytech. |                |
| A106                                                                                 | |                |
| RN7                                                                                  | |                |